# Синдамозеро
Синдамозеро — пресноводное озеро на территории Амбарнского сельского поселения Лоухского района Республики Карелии.

## Общие сведения
Площадь озера — 9 км², площадь водосборного бассейна — 1950 км². Располагается на высоте 66,3 метров над уровнем моря.
Форма озера лопастная, подковообразная, продолговатая: оно более чем на четыре километра вытянуто с юго-запада на северо-восток. Берега изрезанные, каменисто-песчаные, местами заболоченные.
Через озеро протекает река Воньга, впадающая в Белое море.
В озере расположены два небольших острова без названия.
С востока к озеру подходит автозимник.
Населённые пункты вблизи водоёма отсутствуют.
Код объекта в государственном водном реестре — 02020000711102000003559.